# Iglesia de la Asunción (Torre de la Horadada)

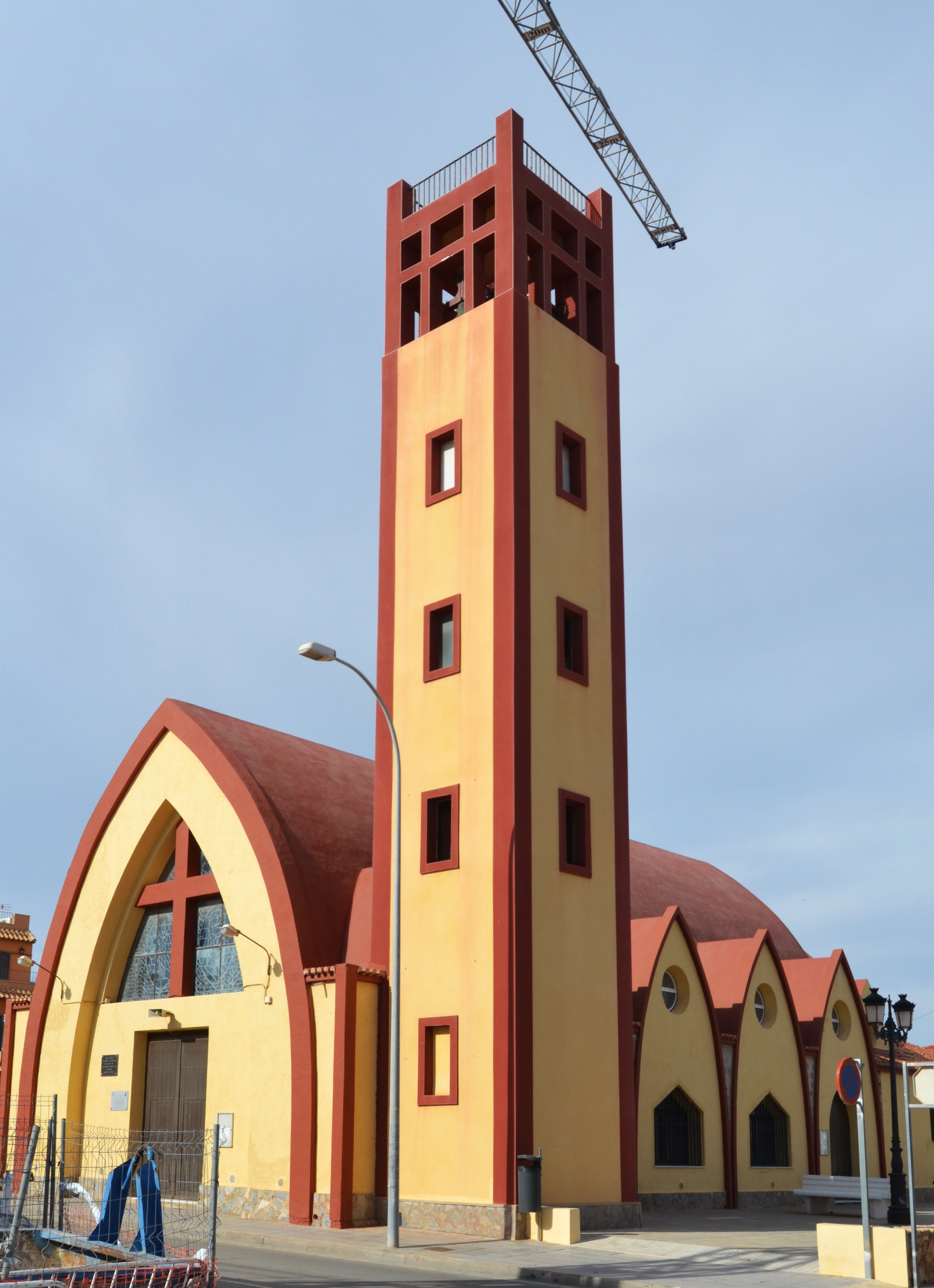

La iglesia de Nuestra Señora de la Asunción, es un templo religioso de culto católico bajo la advocación de Nuestra Señora Santa Asunción. Se encuentra ubicado en el núcleo urbano de Torre de la Horadada, pedanía dependiente de Pilar de la Horadada,y constituye la única iglesia católica de éste.
- Datos: Q23715182
- Multimedia: Iglesia de Nuestra Señora de la Asunción, Pilar de la Horadada / Q23715182